# Aitareia-bráhmana

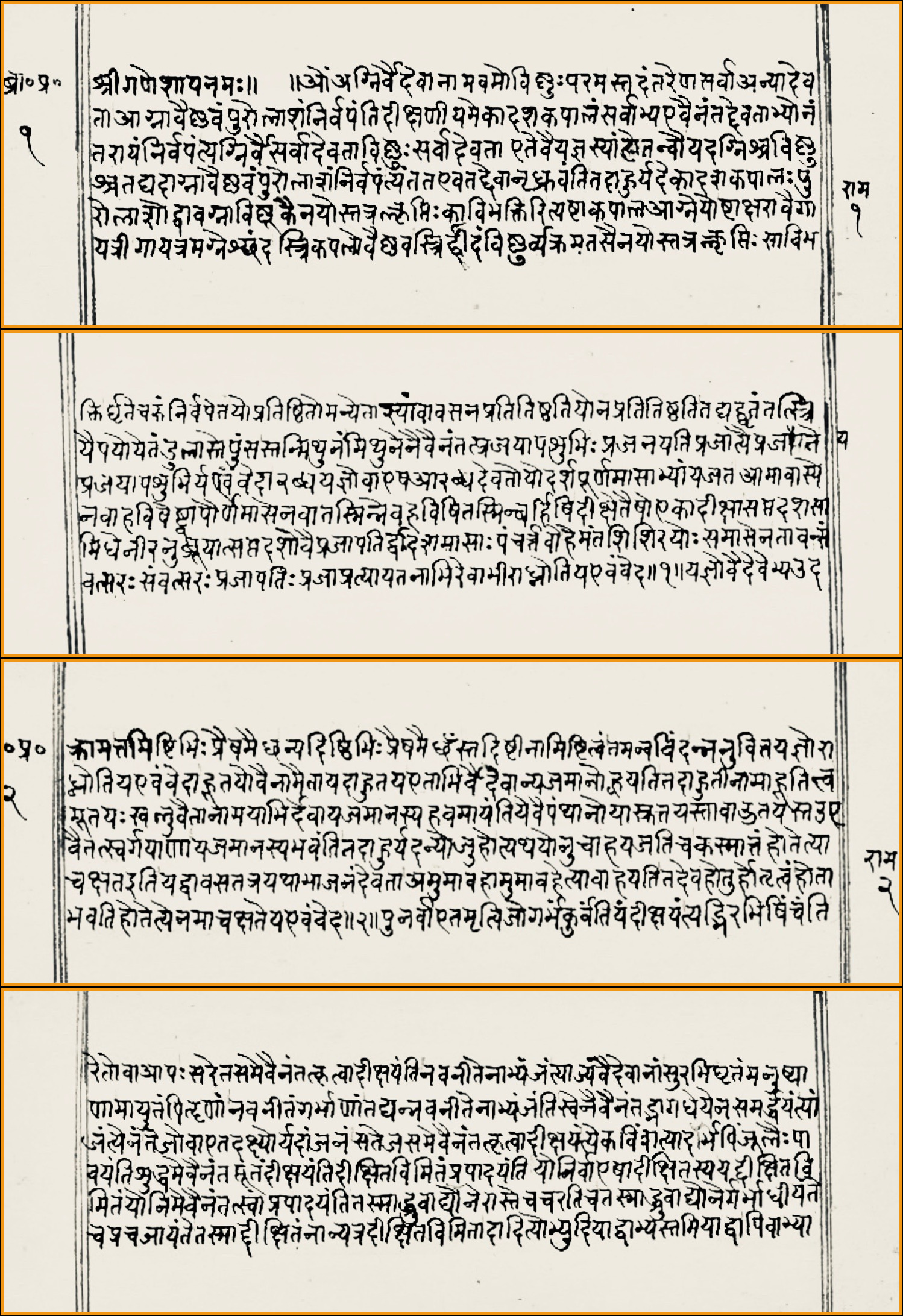
Folio 3a de un manuscrito del Aitareia-bráhmana resguardado por el Centro Schoenberg.

El Aitareia-bráhmana es un texto bráhmana (explicativo) asociado con el Rig-veda (el texto más antiguo de la India, de mediados del II milenio a. C.)
(conjunto de himnos de la segunda mitad del II milenio a. C.) en el Shakala shakha (la escuela de recitadores que canta una versión del Rig-veda completo diariamente desde hace unos 3000 años).
El propio texto lo atribuye a Majidasa Aitareia.
También es conocido como Ashualaiana-bráhmana.
Se cree que fue compuesto hacia el 600 a. C., y tal vez sea el bráhmana más antiguo.

## Contenido
Esta obra trata acerca de los sacrificios y rituales a base del soma.
Está dividida en ocho panchikás de cinco adhiaias (‘lecciones, lecturas’) cada una; justamente pañchikā significa ‘grupo de cinco’ (siendo pañcha: ‘cinco’).
El siguiente es un resumen de su contenido:
- panchiká 1
  - adhiaia 1: los ritos de consagración
  - adhiaia 2: el sacrificio de introducción
  - adhiaia 3: la compra y presentación del soma
  - adhiaia 4: el pravarguia (ceremonia introductoria al sacrificio Agnistoma)
  - adhiaia 5: la presentación del fuego, el soma, y las ofrendas en el altar mayor
- panchiká 2
  - adhiaia 1: el sacrificio de animales
  - adhiaia 2: el sacrificio de los animales y las letanías matutinas
  - adhiaia 3: la aponaptría y otras ceremonias
  - adhiaia 4: las copas de Indra y Vaiu, Mitra y Váruna y los Asuins
  - adhiaia 5: el ayia-shastra
- panchiká 3
  - adhiaia 1: el prauga shastra, la llamada vashat y los nivids
  - adhiaia 2: el Marut-vatía y el Nishkevalia-shastra
  - adhiaia 3: el Vaishvadeva y Agni-marut
  - adhiaia 4: consideraciones generales sobre el sacrificio agnistoma
  - adhiaia 5: algunos detalles del sacrificio
- panchiká 4
  - adhiaia 1: los sacrificios shodashin y atiratra
  - adhiaia 2: el Asuin-sastra y el Ayana-gavam
  - adhiaia 3: el Shadajas y el Vishuvant
  - adhiaia 4: el rito Duadashajá
  - adhiaia 5: los dos primeros días del Duadashajá
- panchiká 6
  - adhiaia 1: los días tercero y cuarto del Duadashajá
  - adhiaia 2: los días quinto y sexto del Duadashajá
  - adhiaia 3: el día séptimo y octavo del Duadashajá
  - adhiaia 4: el día noveno y décimo del Duadashajá
  - adhiaia 5: el agni-jotra y el sacerdote brahmán
- panchiká 6
  - adhiaia 1: el oficio del gravastut y el subrahmania
  - adhiaia 2: el shastras del jotraka en satras y ahinas
  - adhiaia 3: varios puntos sobre el jotraka
  - adhiaia 4: los himnos Sampata, Valakhilias y Durojana
  - adhiaia 5: el Shilpa-sastras de la tercera presión (para hacer soma)
- panchiká 7
  - adhiaia 1: la distribución de las porciones de la víctima del sacrificio
  - adhiaia 2: expiación de los errores en el sacrificio
  - adhiaia 3: la historia de Suna Sepa
  - adhiaia 4: los preparativos para la consagración real
  - adhiaia 5: la bebida de sacrificio del rey
- panchiká 8
  - adhiaia 1: los stotras y shastras relacionados con el día del soma
  - adhiaia 2: la unción del rey
  - adhiaia 3: la gran unción de Indra
  - adhiaia 4: la gran unción del rey
  - adhiaia 5: el oficio del sacerdote purojita

## Traducción
- Aufrecht, Theodor: Das Aitareya Braahmana. Mit auszügen aus dem commentare von Sayanacarya und anderen beilagen. Bonn (Alemania), 1879.